# Lætitia Gabrielli
Lætitia Gabrielli, née le 29 juin 1966 à Paris, est une actrice française d'origine corse.

## Biographie
Lætitia Hélène Catherine Gabrielli apprend dès l'âge de 12 ans le métier au théâtre avec Anne Delbée. Elle débute au cinéma en 1980 dans La Boum aux côtés de Sophie Marceau.
À 20 ans, elle incarne Juillet dans Juillet en septembre de Sebastien Japrisot (scénariste de L'Été meurtrier).
Elle endosse à plusieurs reprises le rôle d'une italienne dans les séries d'AB Productions, Rosy dans Hélène et les Garçons, Luna dans Les Filles d'à côté et enfin Rita dans L'École des passions.
Elle joue également dans un épisode de la série Les Vacances de l'amour, l'épisode 74, Accident, réalisé par Emmanuel Fonlladosa où elle incarne la jeune femme appelée Carine, et dans quelques épisodes de la série Blague à part dans le rôle de Tina.
De 1999 à 2001, Lætitia Gabrielli suit deux années préparatoires à Supinfocom de Valenciennes et co-réalise à l'issue de cette formation avec Pierre Marteel, Mathieu Renoux et Max Tourret le court métrage L’Enfant de la haute mer d'une durée de sept minutes.
En 2002, on la voit dans plusieurs téléfilms, dont Poil de Carotte, réalisé par Richard Bohringer et diffusé sur France 2.
La même année, elle réalise un court métrage muet d'une durée de cinq minutes, Boulette, avec Tom Novembre.
En 2003, elle joue dans le film de Pierre Yameogo Moi et mon Blanc.

## Filmographie

### Cinéma
- 1980 La Boum de Claude Pinoteau : Joëlle
- 1982 La Boum 2 de Claude Pinoteau : Joëlle
- 1983 Le Marginal de Jacques Deray : Catherine
- 1983 Flics de choc de Jean-Pierre Desagnat : Sylvie Cortazzi
- 1985 Ringul de Sergiu Nicolaescu : Karin
- 1988 Juillet en septembre de Sébastien Japrisot : Camille juillet
- 1992 Room service de Georges Lautner : Marinette
- 2001 Pourquoi t'as fait ça (court métrage) de Jean-Marc Minéo : La femme
- 2003 Moi et mon Blanc de Pierre Yameogo : Rosalie

### Télévision
- 1982 Après tout ce qu'on a fait pour toi : Isa
- 1982 Adios, Antoinette : Magali
- 1982 Médecins de nuit de Gérard Clément, Le Groupe rock : Jane
- 1985 et 1993 Les Cinq Dernières Minutes : Clémence / Roxanne
- 1990 Le Retour d'Arsène Lupin : Éléonore
- 1992 Nestor Burma : Florence Lamour
- 1994 Hélène et les Garçons : Rosy
- 1994-1995 Les Filles d'à côté : Luna
- 1995 Navarro : Tatiana
- 1996 L'École des passions : Rita
- 1998 Les Vacances de l'amour Accident : Karine
- 1998 H[réf. nécessaire]
- 1999 Island détectives : Sophie
- 2003 Blague à part : Tina
- 2003 Poil de Carotte : la femme rousse
- 2012 Le Jour où tout a basculé - Ma mère a laissé mourir notre père : Suzy
- 2013 RIS : Véronique Mariotte
- 2014 Petits secrets entre voisins